# Star Wars: Shadows of the Empire

Star Wars: Shadows of the Empire is een multimediaproject bedacht door Lucasfilm Ltd. in 1996. Het project maakt deel uit van het Star Wars Expanded Universe, en speelt zich af tussen de films The Empire Strikes Back en Return of the Jedi.

## Overzicht
Het project was bedoeld om de mogelijkheden voor een nieuwe film te onderzoeken.
Het project bevat onder andere een roman, een leesboek, stripseries, videospellen, rollenspellen, speelgoed en een ruilkaartspel. Door velen wordt het gezien als het project dat het dichtst in de buurt komt van een extra Star Warsfilm, maar geen film is. Volgens Lucas zou hij, indien hij in de jaren 80 de tijd en het geld ervoor had gehad, daadwerkelijk een film omtrent het verhaal in dit project hebben gemaakt.

## Verhaal
Het verhaal wordt verteld in het boek Shadows of the Empire van schrijver Steve Perry, de stripserie van Dark Horse Comics, en het videospel voor de Nintendo 64. Alle drie beschrijven ze een ander stuk van het verhaal, en samen vormen ze een chronologisch geheel. De roman beschrijft het verhaal van de hoofdpersonen, de strip het verhaal van de premiejager Boba Fett en het videospel het verhaal van een nieuw personage genaamd Dash Rendar. Tevens doet een rivaal voor Darth Vader zijn intrede: Prins Xizor.

### Strip
De stripserie draait voornamelijk om het lot van Boba Fett en zijn collega-premiejagers. De strip vertelt ook het verhaal van Jix, Darth Vaders assistent, die infiltreert bij Jabba the Hutts bende om te voorkomen dat deze bende Luke Skywalker zal vermoorden. De serie is geschreven door John Wagner en getekend door Kilian Plunkett.

### Spel
LucasArts's Shadows of the Empire was een van de eerste spellen die beschikbaar kwam voor de Nintendo 64. Later kwam het spel ook beschikbaar voor Windows.
In het spel volgt de speler het verhaal van de smokkelaar Dash Rendar. Het spel is ingedeeld in vier delen (of hoofdstukken):
- Hoofdstuk 1: Dash Rendar vecht in de Slag om Hoth.
- Hoofdstuk 2: Dash Rendar heeft een confrontatie met premiejagers Boba Fett en IG-88.
- Hoofdstuk 3: Boba Fett is ontsnapt en Dash Rendar wordt op een nieuwe missie gestuurd: Luke Skywalker moet worden gered en vervolgens moeten de plannen voor de tweede Death Star worden gestolen.
- Hoofdstuk 4: Dash Rendar reist af naar Coruscant om Prinses Leia uit de handen van Prins Xizor te redden.

## Soundtrack
Varèse Sarabande publiceerde in 1996 een soundtrack die op aandringen van John Williams was gecomponeerd voor Shadows of the Empire. De muziek is gecomponeerd door Joel McNeely. De nummers op de soundtrack zijn:
1. "Main Theme from Star Wars and Leia's Nightmare" – 3:41
2. "The Battle of Gall" – 7:59
3. "Imperial City" – 8:02
4. "Beggar's Canyon Chase" – 2:56
5. "The Southern Underground" – 1:48
6. "Xizor's Theme" – 4:35
7. "The Seduction of Princess Leia" – 3:38
8. "Night Skies" – 4:17
9. "Into the Sewers" – 2:55
10. "The Destruction of Xizor's Palace" – 10:44

## Speelgoed
Kenner was een van de bedrijven die een speelgoedserie uitbracht voor het Shadows of the Empire-project. Hun speelgoedserie bevat actiefiguurtjes. Ook Lewis Galoob Toys introduceerde een speelgoedlijn gebaseerd op de serie.
Topps company ontwierp het Shadows of the Empire ruilkaartspel, bestaande uit 100 kaarten.

## Fan film
In 1996 maakte een groep Braziliaanse fans met behulp van de actiefiguurtjes een fan film over Shadows of the Empire. Hierbij werd gebruikgemaakt van stop-motion en de officiële soundtrack van het project.